# Leichtathletik-Weltmeisterschaften 2011/Teilnehmer (Macau)
| Goldmedaillen | Silbermedaillen | Bronzemedaillen |
| ------------- | --------------- | --------------- |
| —             | —               | —               |

Der Leichtathletik-Verband Macaus stellte bei den Leichtathletik-Weltmeisterschaften 2011 im südkoreanischen Daegu einen Teilnehmer.

## Ergebnisse
| Athlet       | Disziplin    | Vorlauf | Vorlauf | Halbfinale         | Halbfinale         | Finale             | Finale             |
| Athlet       | Disziplin    | Zeit    | Platz   | Zeit               | Platz              | Zeit               | Platz              |
| ------------ | ------------ | ------- | ------- | ------------------ | ------------------ | ------------------ | ------------------ |
| Iong Kim Fai | 110 m Hürden | 15,35   | 32      | nicht qualifiziert | nicht qualifiziert | nicht qualifiziert | nicht qualifiziert |